# Parafia Narodzenia Najświętszej Maryi Panny w Krościenku
Parafia Narodzenia Najświętszej Maryi Panny w Krościenku − parafia rzymskokatolicka znajdująca się w archidiecezji przemyskiej, w dekanacie Ustrzyki Dolne.

## Historia
Krościenko było lokowane w 1555 roku na prawie wołoskim. W 1939 roku tereny te weszły w skład ZSRR, a w 1951 roku na podstawie umowy o wymianie terytorium pomiędzy PRL i ZSRR powróciły do Polski. Po wysiedleniu Ukraińców, w Krościenku osiedlono komunistycznych emigrantów greckich, których część w latach 70. XX wieku powróciła do Grecji.
W latach 1956–1971 miejscowa cerkiew była przez Greków użytkowana jako owczarnia i magazyn, co przyczyniło się do jej znacznej dewastacji. W 26 sierpnia 1971 roku cerkiew została odzyskana przez kościół rzymskokatolicki. W 1973 roku została erygowana parafia pw. Narodzenia Najświętszej Maryi Panny. W latach 1973–1976 kościół został wyremontowany.
Na terenie parafii jest 611 wiernych (w tym: Krościenko – 320, Liskowate – 153, Stebnik – 147).
Proboszczowie parafii:
Proboszczami parafii byli m.in.: ks. Jan Maziarz (od 1972), ks. Marian Płocica (1993–2002), ks. Tadeusz Urban, ks. Andrzej Baran (2013–2018)

## Kościół filialny
W 1974 roku w Liskowatem, na kościół filialny została przejęta miejscowa cerkiew, która w 1976 roku była remontowana.
W latach 1995–1996 zbudowano murowany kościół filialny. W 2022 roku abp Adam Szal konsekrował kościół pw. św. Jana Pawła II.

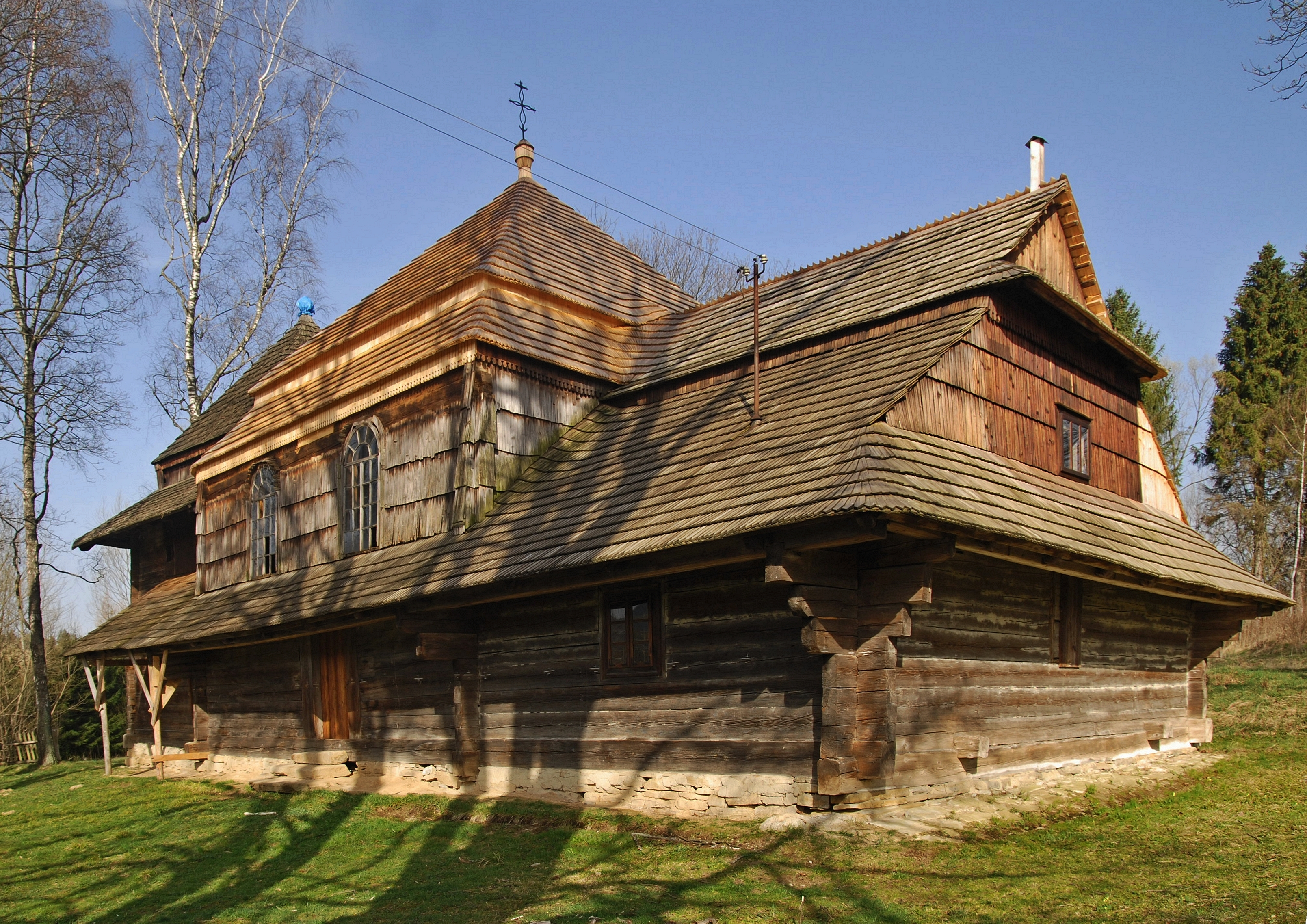
Dawny kościół filialny w Liskowatem (1974–1996)